# Vancouver-Quilchena (circonscription britanno-colombienne)
Pour les articles homonymes, voir Vancouver (homonymie) et Quilchena.
Circonscription électorale provinciale du Canada
Vancouver-Quilchena est une circonscription provinciale de la Colombie-Britannique représentée à l'Assemblée législative de la Colombie-Britannique depuis 1991.

## Géographie
En 2020, la circonscription représente une partie de la ville de Vancouver dans le district régional du Grand Vancouver.

## Liste des députés
| Législature                                                                                    | Années                                                                                         | Député                                                                                         | Député                                                                                         | Parti                                                                                          |
| Vancouver-Quilchena Circonscription issue de Vancouver Point-Grey et Vancouver-Little Mountain | Vancouver-Quilchena Circonscription issue de Vancouver Point-Grey et Vancouver-Little Mountain | Vancouver-Quilchena Circonscription issue de Vancouver Point-Grey et Vancouver-Little Mountain | Vancouver-Quilchena Circonscription issue de Vancouver Point-Grey et Vancouver-Little Mountain | Vancouver-Quilchena Circonscription issue de Vancouver Point-Grey et Vancouver-Little Mountain |
| ---------------------------------------------------------------------------------------------- | ---------------------------------------------------------------------------------------------- | ---------------------------------------------------------------------------------------------- | ---------------------------------------------------------------------------------------------- | ---------------------------------------------------------------------------------------------- |
| 35e                                                                                            | 1991–1993                                                                                      |                                                                                                | Art Cowie (en)                                                                                 | Libéral                                                                                        |
| 35e                                                                                            | 1993-1994                                                                                      | Vacant                                                                                         | Vacant                                                                                         | Vacant                                                                                         |
| 35e                                                                                            | 1994-1996                                                                                      |                                                                                                | Gordon Campbell                                                                                | Libéral                                                                                        |
| 36e                                                                                            | 1996–2001                                                                                      |                                                                                                | Colin Hansen (en)                                                                              | Libéral                                                                                        |
| 37e                                                                                            | 2001-2005                                                                                      |                                                                                                | Colin Hansen (en)                                                                              | Libéral                                                                                        |
| 38e                                                                                            | 2005–2009                                                                                      |                                                                                                | Colin Hansen (en)                                                                              | Libéral                                                                                        |
| 39e                                                                                            | 2009–2013                                                                                      |                                                                                                | Colin Hansen (en)                                                                              | Libéral                                                                                        |
| 40e                                                                                            | 2013–2017                                                                                      |                                                                                                | Andrew Wilkinson (en)                                                                          | Libéral                                                                                        |
| 41e                                                                                            | 2017–2020                                                                                      |                                                                                                | Andrew Wilkinson (en)                                                                          | Libéral                                                                                        |
| 42e                                                                                            | 2020-2022                                                                                      |                                                                                                | Andrew Wilkinson (en)                                                                          | Libéral                                                                                        |
| 42e                                                                                            | 2022-2023                                                                                      |                                                                                                | Kevin Falcon (en)                                                                              | Libéral                                                                                        |
| 42e                                                                                            | 2023–2024                                                                                      |                                                                                                | Kevin Falcon (en)                                                                              | BC United                                                                                      |
| 43e                                                                                            | 2024-en cours                                                                                  |                                                                                                | Dallas Brodie (en)                                                                             | Conservateur                                                                                   |

## Résultats électoraux

Frontière de la circonscription en 2015.
Frontière de la circonscription en 2023.